# Гипсоволокнистый лист
Гипсоволокнистый лист (ГВЛ) — листовой отделочный материал, подобный гипсокартону (ГКЛ), изготавливающийся из строительного гипса, армированного распущенной целлюлозной макулатурой и различными технологическими добавками.
В отличие от гипсокартона ГВЛ являются однородным материалом, не имеющим оболочки (картонного покрытия). Их плотность значительно выше, чем у ГКЛ, и составляет 1250 кг/м³, при этом значительно выше прочностные характеристики. В зависимости от свойств и области применения листы делятся на обычные (ГВЛ) и влагостойкие (ГВЛВ). Листы выпускаются с продольной кромкой двух типов — прямой (ПК) и фальцевой (ФК).